# Smaragdia rangiana
Smaragdia rangiana is een slakkensoort uit de familie van de Neritidae. De wetenschappelijke naam van de soort is voor het eerst geldig gepubliceerd in 1841 door Recluz.

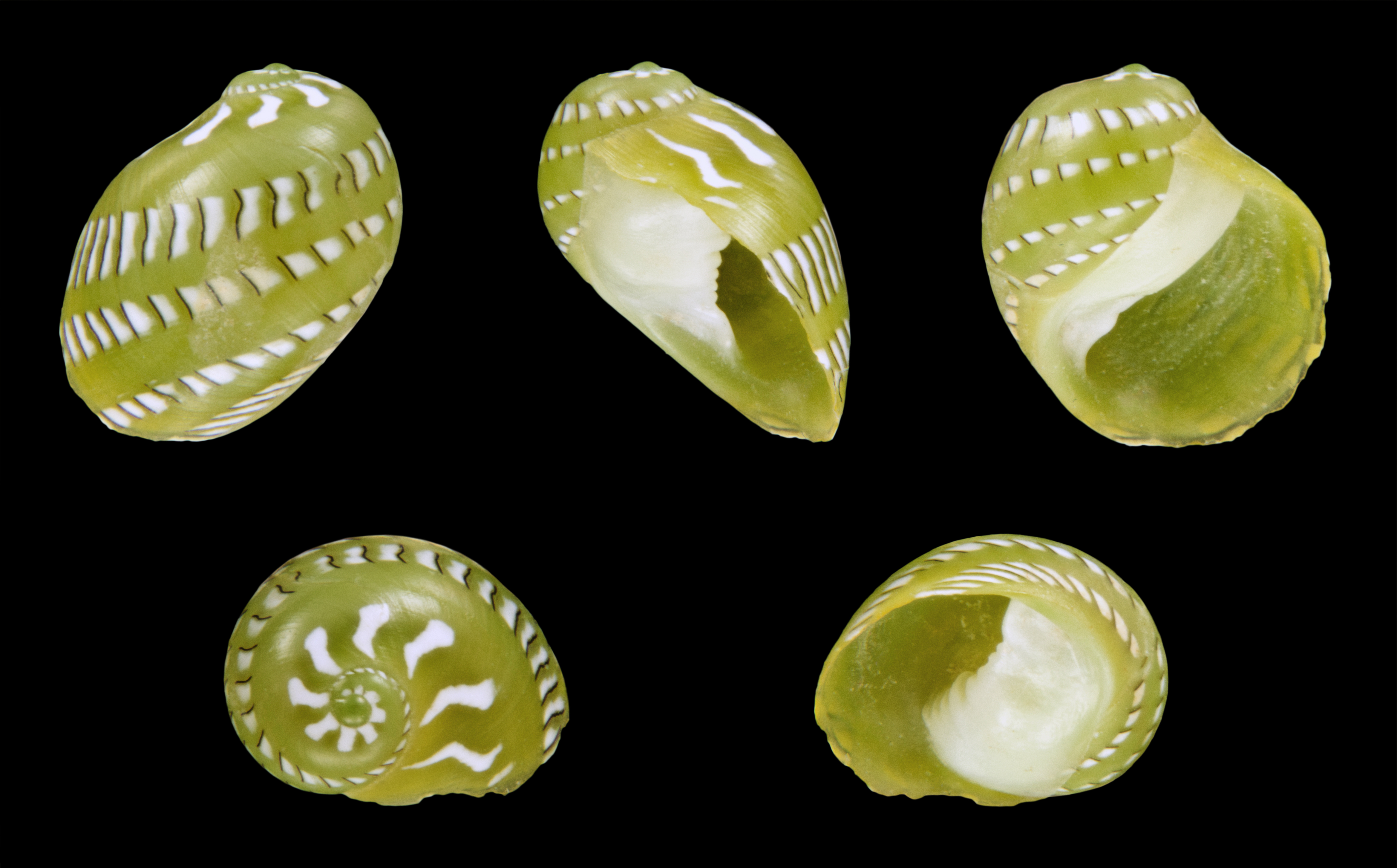